# Шнайдер, Гильберт
Ги́льберт Шна́йдер (нем. Gilbert Schneider; 4 января 1965, Тройсдорф) — немецкий гребец-байдарочник, выступал за сборную ФРГ во второй половине 1980-х годов. Дважды бронзовый призёр чемпионатов мира, участник летних Олимпийских игр в Сеуле, многократный победитель регат национального значения.

## Биография
Гильберт Шнайдер родился 4 января 1965 года в городе Тройсдорфе. Активно заниматься греблей начал в раннем детстве, проходил подготовку в каноэ-клубе Эссена. 
Первого серьёзного успеха на взрослом международном уровне добился в 1986 году, когда попал в основной состав национальной сборной ФРГ и побывал на чемпионате мира в канадском Монреале, откуда привёз награду бронзового достоинства, выигранную в зачёте четырёхместных байдарок на дистанции 500 метров. Год спустя на домашнем мировом первенстве в Дуйсбурге взял бронзу в четвёрках на десяти километрах, уступив в решающем заезде командам из Советского Союза и Польши.
Будучи одним из лидеров национальной сборной ФРГ, благополучно прошёл квалификацию на летние Олимпийские игры 1988 года в Сеуле — в четвёрках на тысяче метрах показал в решающем заезде шестой результат, немного не дотянув до призовых позиций. После сеульской Олимпиады Шнайдер, тем не менее, не добился сколько-нибудь значимых достижений и вскоре принял решение завершить карьеру профессионального спортсмена.